# Evil Nun: The Broken Mask
Evil Nun: The Broken Mask (укр. Зла черниця: Розбита маска) — це гра у жанрі хоррор, розроблена компанією Keplerians і Карлосом Коронадо, що є рімейком оригінальної гри. Дії гри відбуваються в 1963 році у Вашингтоні, гравець потрапляє в релігійну школу Орла в якій вас буде тримати черниця Сестра Маделін. Завдання гравця покинути школу відкрив головний вхід або заховавшись у фургоні. Для істинної кінцівки, гравець має зібрати всі 6 частин розбитої маски проходячи різні розділи, та увійти у пральню де живуть інші діти яких упіймала Сестра Маделін та улетіти з ними на повітряній кулі

## Розробка
Ідея гри з'явилася у Keplerians із за популярності мобільної гри компанії "Evil Nun", де злу Черницю визнали одним з найкращих мобільних хороррів. У квітні 2020 року вони вже повідомили що в компанії планується колаборація, тому в червні в відео на 300 тис. ютуб підписників Keplerians повідомили що вони колаборують з Glowstick Entertainment і вже працюють над комп'ютерною версією гри Evil Nun.
22 квітня 2022 року колаборація з Glowstick Entertainment була скасовна і розробка гри перейшла в руки іспанському соло-розробнику Карлосу Коронадо. І вже 31 Жовтня на Гелловін було випущено Ранній Доступ, протягом року Карлос робив Оновлення до Гри доки повністю не доробив її. Випуск гри не дивлячись на те що гра вже готова був перенесений із за колаборації з польською компанією Feardemic яка переносить гру на консолі. 7 грудня 2023 року гра була випущена на Windows, PlayStation та Xbox, а 25 січня на Nintendo Switch.

## Геймплей
Гра починається з листа який запрошує головного героя у релігійний табір орла, на листі гравець може змінити ім'я головного героя та вибрати складність гри. Натиснувши грати запускається кат-сцена у якій показують автомобіль на якому їде головний герой. Прибувши у табір героя ледве не збиває автомобіль, побачивши хлопця з синіми руками - Вільяма той починає махати руками й героя б'є по голові Сестра Маделін.
Тут гравець опиняється в кабінеті де він повинен писати на дошці що він буде слухняним. На дошці також буде план дій, щоб покинути школу від Вільяма. Під час виконання дій у плані гравець має не попадатися черниці, щоб не програти - черниця дає гравцеві п'ять днів, щоб покинути школу. Виконуючи план гравець тікає зі школи відкриваючи головні двері й в наступному проходженні в школі відкривається нова черниця - Філіппа та новий спосіб покинути школу - у фургоні або на фургоні.
В наступній грі на дошці з'явиться інший план дій для способу покинути школу у фургоні, виконавши цей план у наступній грі у гравця відкривається секретний бункер в якому потрібно буде зібрати маску - а щоб це зробити кожний раз коли ви потрапляєте у бункер магічний грааль буде ховатися в різних місцях на карті й знайшовши його ви зможете використати його в бункері, щоб почати новий розділ який буде випадково вибиратися телевізором. Всього у грі шість різних розділів які відкривають різні локації, а деякі й нові речі які будуть у вас під ліжком спочатку гри.
Розділ "Вибухи на висоті" відкриває Спортивну Залу де вам потрібно буде зібрати вибухову ляльку, щоб підірвати її біля кусочка маски який знаходиться високо на дошці біля стелі спортзалу, щоб зробити ляльку потрібно збирати різні інгредієнти які заховані в різних локаціях. Зібравши усі три в крафтовий ліфт ви отримаєте ляльку якою підірвете шматок маски. Помістивши кусок маски в наступній грі під вашим ліжком буде вибухова лялька.
Розділ "Сатанинський ритуал" відкриває Новий поверх на якому є багато класів де вам потрібно буде зібрати різні елементи одягу та аксесуари, щоб нарядити скелет так щоб він виглядав як лорд Сестри Маделін - Бафомет, елементи одягу та аксесуари заховані в різних локаціях. Зібравши усі чотири та надівши їх на скелет, знайшовши батарейку та вставивши її в радіо черниця прибіжить й почне молитися залишивши ключ від сейфа. Відкривши сейф гравець знайде кусок маски, помістив кусок маски в рамку гравець закінчить цей розділ.
Розділ "Лабіринтовий Виклик" відкриває Лабіринт де вам потрібно буде зібрати кото-зілля, щоб встигнути пробігти лабіринт який відкривається на певний час, щоб зробити кото-зілля потрібно збирати різні інгредієнти які заховані в різних локаціях. Зібравши усі три в крафтовий ліфт ви отримаєте кото-зілля яке зробить вас швидким. Помістивши кусок маски в наступній грі під вашим ліжком буде кото-зілля.
Розділ "Таємниця Цвинтаря" відкриває Церкву з Цвинтарем де вам потрібно буде зібрати три камені, щоб відкрити шафу, камені сонця, землі та луни заховані в різних локаціях а також на самому цвинтарі. Зібравши усі три та відкривши шафу гравець знайде кусок маски, помістив кусок маски в рамку гравець закінчить цей розділ.
Розділ "Рожева Кімната" відкриває Гуртожиток де вам потрібно буде провести курку в рожеву кімнату, щоб пограти в міні гру, щоб виграти в міні грі потрібно набрати певну кількість очок в грі на точність, але щоб вона працювала потрібно провести курку в кімнату для цього потрібно буде знайти зерно та капелюх бджоляра. Набравши 125 очок гравець знайде кусок маски, помістив кусок маски в рамку гравець закінчить цей розділ.
Розділ "Злодійкуватий Щур" відкриває Горище де вам потрібно буде упіймати щура, щоб забрати в нього кусочок маски використовуючи жуйкомет, щоб зробити жуйкомет потрібно збирати різні інгредієнти які заховані в різних локаціях. Зібравши усі три в крафтовий ліфт ви отримаєте жуйкомет яким упіймаєте мишу. Помістивши кусок маски в наступній грі під вашим ліжком не буде жуйкомет  
Також між четвертим і п'ятим розділом та після шостого розділу будуть два різні спогадів Вільяма в яких буде розповідатися його історія. В спогадах гравець йде по певному маршруту де вінці він знайде магічний грааль.

У Справжній кінцівці (після проходження всіх розділів та спогадів) відкривається пральня де головний герой з іншими дітьми роблять повітряну кулю та усі разом покидають школу. Після цього видно що черниця колисає свою кувалду і після цього починаються титри
| Відеоігри | Це незавершена стаття про відеоігри. Ви можете допомогти проєкту, виправивши або дописавши її. |